# تكية علي البندنيجي
تكية علي البندنيجي وهي من تكايا الصوفية في بغداد، ولقد تأسست هذه التكية في عام 1156هـ/1744م، حسب منطوق الوقفية الخاصة بها، وأسسها وبناها الشيخ علي البندنيجي ولما توفي عام 1186هـ دفن فيها في حجرة مجاورة للمصلى، وتقام فيها الأذكار كل يوم الخميس بعد صلاة المغرب، وتقع التكية في جانب الرصافة من بغداد، في محلة باب الشيخ في نهاية محلة فضوة عرب قرب جامع الشيخ عبد القادر الجيلاني، وهي عبارة عن بنيان واسع فيهِ قبة كبيرة ومدخلهُ باب كبيرة، وفيها مرقد الشيخ صفاء الدين عيسى بن موسى جلال الدين بن جعفر البندنيجي الذي كان عالم دين صوفي المذهب ومرشد في الطريقة الصوفية النقشبندية وكان يقيم في التكية ويدرس ويرشد فيها، ودفن فيها عند وفاتهِ عام 1283هـ/1866م، كما دفن إلى جوارهِ حفيده الشيخ صفاء الدين الذي توفي عام 1385هـ/1966م، ولقد كان الشيخ عيسى البندنيجي خطاطاً بارعاً ومن أئمة الخطاطين في بغداد، ولهُ كتاب مخطوط بيدهِ أسمهُ (جامع الأنوار)، وهو كتاب تراجم لسيرة علماء بغداد، ومن تلاميذهِ الشيخ قاسم الغواص الذي أعطاهُ الإجازة العلمية وزوجه إحدى بناته، وأخوه هو الخطاط محمد صالح البندنيجي المتوفي في بغداد عام 1278هـ/1861م. ومبنى التكية يحتوي على مصلى صغير بالإضافة إلى مكتبة متواضعة تحوي بعض المصاحف والكتب، والمبنى جرى ترميمهُ وصيانته حديثاً في عام 1396هـ / 1976م، وهو من المباني القديمة في العراق.